# 에게 문명
에게 문명은 그리스와 에게해에 있었던 청동기 시대 문명이다. 에게 문명은 서로 교류하던 크레타섬, 키클라데스 제도, 그리스 본토 세 개별 지역의 문명을 이르는 말이다. 청동기 시대 초기에 크레타섬에 미노스 문명—크레타 문명이라고도 한다—이 들어섰으며, 키클라데스 제도와 그리스 본토에는 각자 고유한 문화가 있었다. 초기 헬라딕 시대에 키클라데스 문명은 그리스 본토까지 영토를 확장하였고, 그리고 중기 미노스 시대에는 크레타섬에도 영향이 미쳤다. 기원전 1450년(후기 헬라딕, 후기 미노스 시대)부터 그리스의 미케네 문명이 크레타에 진출하였다.

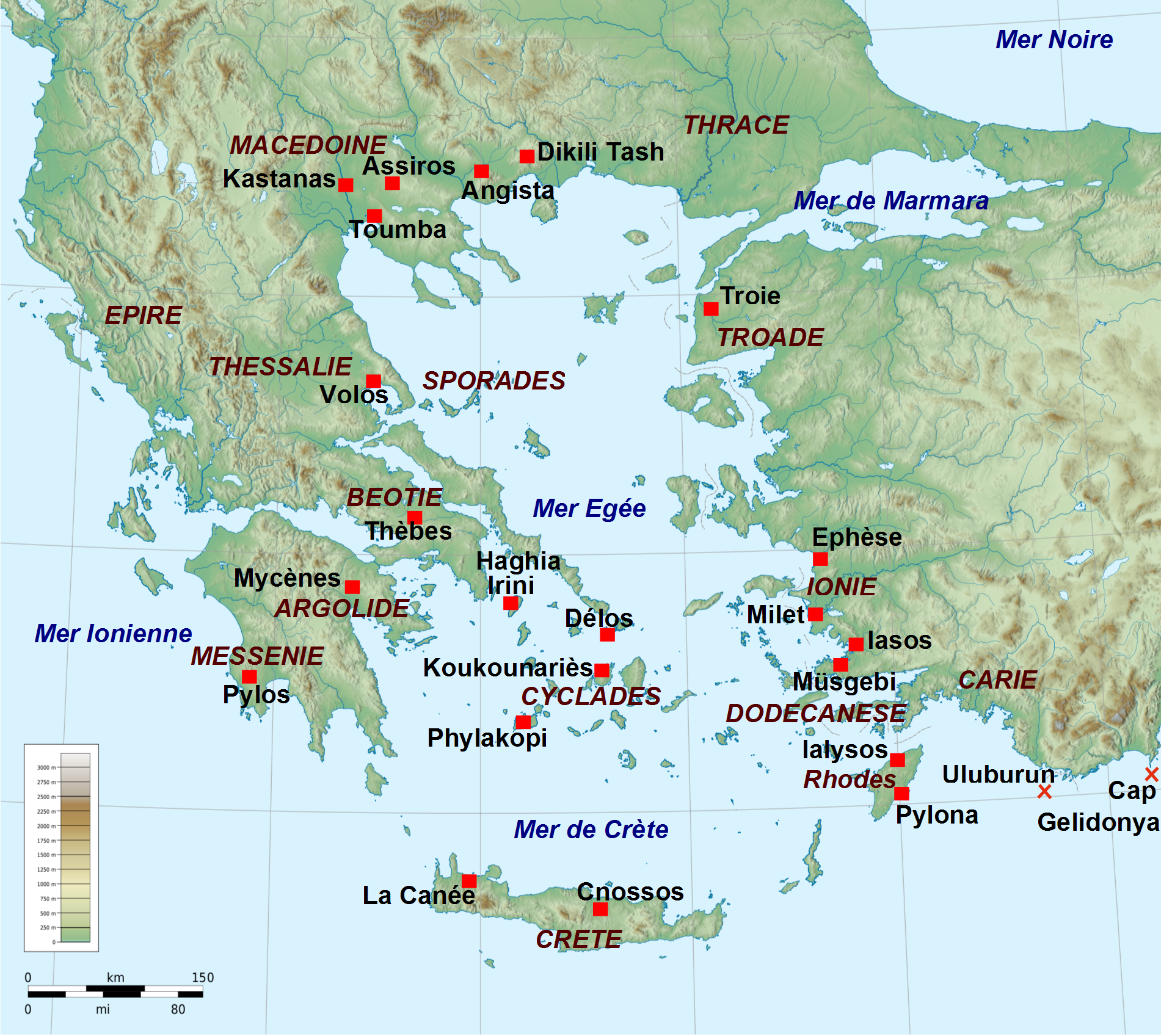
미케네 문명 전성기의 에게 해 주위 도시 분포. 클릭하면 구체적 지명을 확대 확인할 수 있다.

## 발굴
19세기 중엽만해도 전설 속에 묻혀있던 에게 문명을 1870년 하인리히 슐리만이 소아시아 서북부에 있는 트로이아로 지목되는 곳을 비롯하여 9개의 성채와 도시를 발견했다.
이에 1900년부터 영국의 고고학자 아서 에반스는 크레타섬 북부에서 크노소스를 발굴하여 '미노스왕의 미궁'으로 알려진 궁전을 발견하였다. 이러한 고고학적 발견으로 인해 트로이아 전쟁의 사실성이 확실해지고 그리스 문화보다 앞선 시기에 에게해 주변에 고도의 청동기 문명이 성립해 있었다는 사실이 알려졌다. 에반스는 크레타섬 발굴에서 선형 문자(線上 文字)가 기록된 여러 점토판 문서(土版 文書)를 발견하였다. 1952년 벤틀리스는 선형 B 문자를 해독하는 데 성공하여 미케네 문명에 관한 연구가 획기적인 단계에 접어들었다. 에게 문명은 미노스 문명과 그리스와 트로이를 포함한 미케네 문명으로 크게 구분한다.

## 미노스 문명
크레타를 중심으로 발전한 미노스 문명(기원전 3650년경-기원전 1170년경)은 오리엔트의 영향을 받으면서 기원전 3000년 중엽에 청동기 시대로 들어섰으며, 기원전 2000년 이후에는 선문자 A를 쓰게 되었다. 이 문명은 인도유럽어족의 언어를 사용했다기보다는 소아시아에서 온 이주민으로 여겨지고 있으며, 기원전 2000년경에 접어들면서 비약적인 발전을 하여 전성기를 맞이하였다.

미노스 문명 시대의 크레타섬의 지도

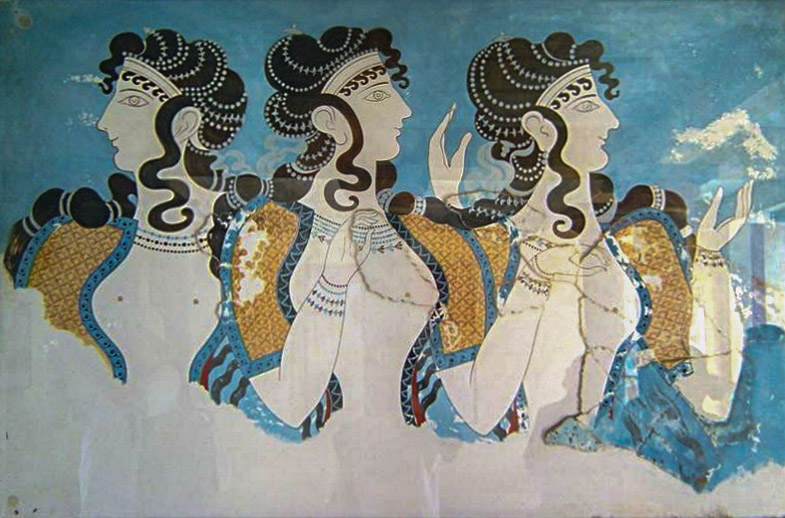
여왕들로 보이는 세 여성이 그려진 크노소스 궁전의 프레스코화

크노소스(Knossos)의 궁전은 기원전 1570년과 기원전 1500년에 파괴되었다가 재건되었는데 그 원인은 지진이라고도 하고 이 무렵 이집트에서 추방된 힉소스의 침입이라고도 하나 확실하지는 않다. 기원전 1450년에는 선문자 A 대신 선문자 B가 나타나는데, 이는 이 무렵 미케네인들이 크레타섬을 지배한 것을 나타내는 것으로 보인다. 크노소스의 문명은 기원전 1400년 크노소스 궁전이 파괴되어 재건되지 못하고 멸망하였다. 1960년대의 새로운 발굴에 의해 산토리니섬의 화산폭발로 인한 화재와 지진 해일이 원인이라고 생각되고 있다.
미노스인은 해상무역에 종사하였고 도자기 제조술이 뛰어났다. 미노스 사회는 전체적으로 활달하고 유복하고 상류층은 쾌적한 생활을 보냈다. "미노스의 예술은 화려하고 생생하며, 인간성과 개성에 충만해 있다. 바다와 태양, 수목과 꽃, 축제와 스포츠에 도취되어 있었다."M.Rostovtzeff, Greece(Galaxy Books, 1963), pp 28~29 위와 같이 미노스 예술은 고대 이집트의 영향을 받았으나, 곧 독자적인 발전의 길을 걸었다. 미노스 예술의 대표적인 사례는 궁전의 프레스코화이다.

## 미케네 문명

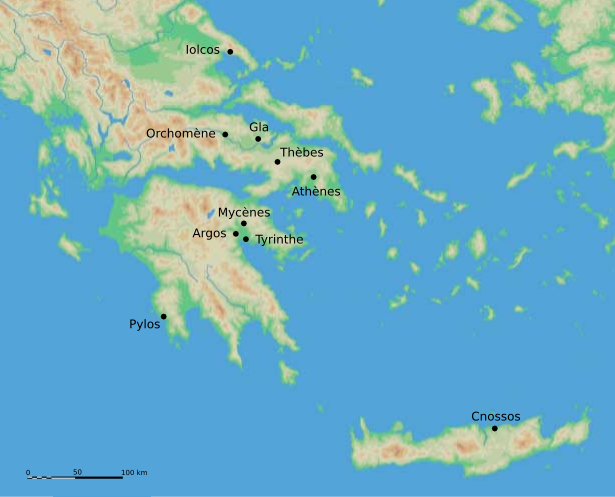
미케네 문명의 주요 지역

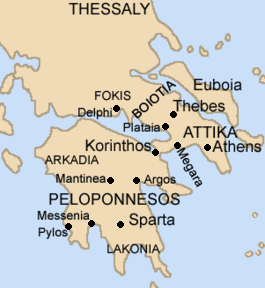
고대 그리스 본토

미케네의 문자인 선형 B 문자를 해독함으로써 미케네 문명(기원전 1600년경-기원전 1100년경)의 담당자는 그리스인의 선조라는 것이 확인되었다. 그리스인은 기원전 2000년경부터 남하하여 그리스 본토에 자리잡고 원주민과 혼합하였다. 그들은 그리스 본토와 펠로폰네소스반도에 여러 작은 왕국을 건설하였고, 미케네는 펠로폰네소스의 여러 왕국 중 '황금의 미케네'로 일컬어질 정도로 부강한 맹주가 되었다. 미케네는 미노스 문명을 흡수하면서 발전하였다.
테세우스의 전설은 미노스와 그리스 본토와의 관계를 보여준다. 기원전 15세기 중엽에는 미케네가 크노소스를 지배하게 된 것으로 보이며, 미노스 문명이 몰락한 뒤에는 미케네가 에게해의 패자가 되었다. 트로이아 전쟁(기원전 1240~30; 일설에는 기원전 1260년경)은 전설과는 달리 강대해진 그리스 본토의 소왕국들이 미케네를 맹주로 결합하여 소아시아로 진출한 원정이었다. 미케네는 기원전 12세기에 결국 그리스인의 마지막 이주자인 도리아인에 침략을 받고 몰락하였다.
미케네는 미노스와는 달리 상무적이며 군사적인 성격이 강했다. 정치적으로 공납제를 기초로 한 왕정으로 호메로스에 나오는 그리스의 여러 왕들에 비하여 약한 편이었다. 공유지와 사유지가 공존하였는데, 공유지가 있다는 것은 즉 공동체적인 성격이 아직도 강하다는 것을 말하며, 사유지가 있음은 평민이 경제적 자립을 누리고 있으며 미케네의 국왕이 오리엔트적 전제군주화하는 것을 억제한 요인임을 보여준다. 미케네 사람들도 제우스나 포세이돈 등의 후대 그리스 사람이 믿었던 신들을 믿었으나 미노스인들이 믿었던 뱀의 여신을 더 신봉했던 것 같다. 미케네의 사회구조는 국왕 밑에 귀족적인 전사계급이 있었고 다음에 관료인 서기, 그 밑에 상인과 농민이 있었으며 최하층에는 노예가 있었다. 노예제는 주로 왕실을 중심으로 발달하였다. 이렇듯 미케네 사회는 오리엔트 사회와 그리스 사회의 중간 단계였다.

## 같이 보기
- 미케네 문명